# 徐家匯聖イグナチオ大聖堂
徐家匯聖イグナチオ大聖堂（じょかかいせいイグナチオだいせいどう、中国語：徐家匯天主教堂,　英語： Xujiahui St. Ignatius Cathedral）は、中華人民共和国上海市徐匯区徐家匯蒲西路158号にあるゴシック様式のローマ・カトリック教会であり、カトリック上海教区の司教座聖堂である。

## 歴史
徐家匯は元は上海西部の郊外にある法華郷に属する普通の村であったが、上海城から西に向かって伸展する主要な水路である肇嘉浜がここを通過する。明代の著名なカトリック教徒である徐光啓はここに葬られている。1842年、カトリックのイエズス会が再び中国に来て1847年に徐家匯を選んでカトリック江南伝教区の総本部を建設し、続いてここに司教館、大小の男子修道院、二ヶ所の女子修道院（煉獄援助修道会とカルメル会）、徐家匯図書館、気象台、土山湾印刷所、徐匯公学校（後の名は徐匯中学校。男子中学校である）、啓明女子中学校（現上海市第四中学校）、孤児院を建設した。これら一連の機構は、ここを拠点としてその教務を江蘇、安徽の2省に展開した。上述した機構の内部には、全て小さな私用の聖堂があった。
1851年に公用の中型の聖堂を建設する（現存せず）。イエズス会の創始者である聖イグナチオ・ロヨラから命名し、外側はギリシャ風で、恐らく中国初の西洋式の聖堂であった。
現在のカテドラルは1904年に建築の鍬入れをし、1910年9月に聖堂は落成した。1910年10月23日に聖別式を挙行し、イエズス会の創始者である聖イグナチオを聖堂の守護聖人として捧げられた。当時は極東一のカトリック聖堂と称され、同時に2,500名の信徒を収容出来た。当時の教会名簿には既に一万人に上る信徒がおり、その中のかなり多くが教会が養っていた孤児であった。
新たに聖堂を建設して後、旧聖堂は改めて無原罪の聖母を守護聖人として奉げられ、その名を無原罪聖母始胎堂（無原罪聖母の御宿りの聖堂）とし、略称は「始胎堂」といった。 新しい聖堂は聖イグナチオを守護聖人とし続け、現存の聖堂がその新しい聖堂である。
徐家匯天主堂は、西洋建築方式により建造された聖堂である。西向きにあり、全長は83.3メートルで、両翼の最長は34メートル、屋根の高さは26メートルで、塔の高さは56メートル。約2500人を収容出来る。平面は長十字形を呈し、これは中世フランスのゴシック様式に倣っている。赤レンガ、白い石柱、青灰色の石板の棟瓦で、聖堂の全部の二つの鐘楼は高さ60メートルに達し（その中の尖頂部分の高さは31メートル）、壮大で荘厳であり、南北に向きあって、高く聳えている。徐家匯天主堂は、その規模の巨大さ、造型の美しさ、工芸の精緻さを以て当時は上海一の建築だと讃えられ、1920年代以前は上海で最も高い建築物であった。
徐家匯天主教堂は文化大革命期間中に、破壊に遭い、鐘樓の尖頂は取り壊され、ステンドグラスは砕かれて上海市果品雑貨公司が倉庫として使用した。1979年1月、中国共産党上海市委員会は書面で指示を与え、使用者を転出させ、さらに修理費として3万元の補償を教会に与えた。同年11月1日の諸聖人の祝日で大聖堂がなお修理中であったとき、先ず大聖堂の後ろの２つのホールが修理され、文化大革命後初のミサが奉げられた。
スティーヴン・スピルバーグは1987年の作品である「太陽の帝国」でここを撮影の背景に選んだ。
1988年2月、中国天主教愛国会の張家樹司教が世を去り、その遺骨は聖堂に安置された。
1989年9月25日には上海市人民政府に上海市文物保護単位（近代建築）であるという公布を受けた。
聖堂の門前広場はかつて西区の長距離バス停として使われていたが、現在は既に元に戻されて、教会建築を鑑賞するのに非常に便利となった。但し、周囲は近年新たな商業の中心となって多くの高層建築が立ち、聖堂はあまり高くは見えなくなっている。

## 設備

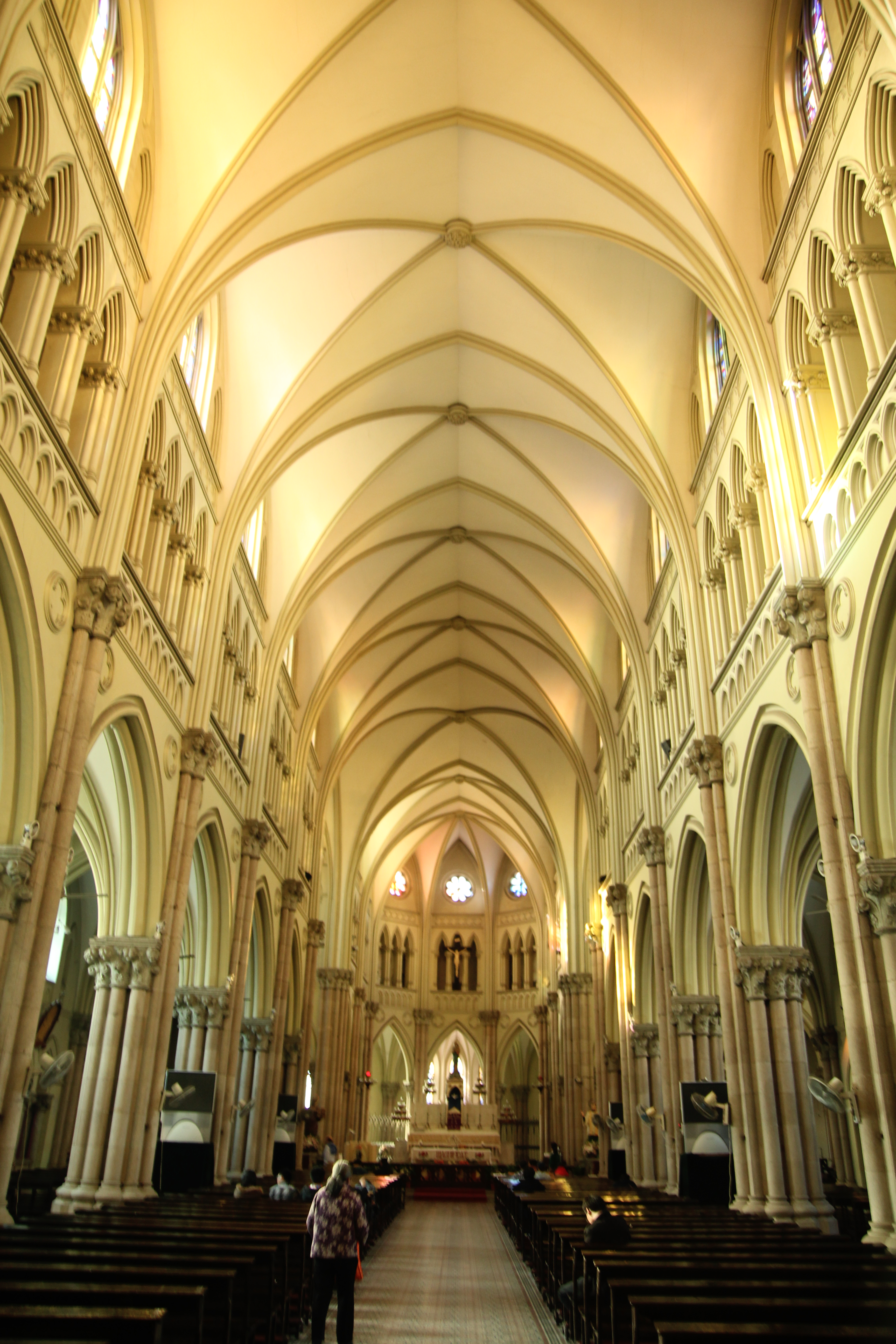
徐家匯聖イグナチオ大聖堂

元の著名なパイプオルガンは文化革命期間中に破壊され、現在は電子オルガンに取って代わられている。文化革命期間中に破壊されたステンドグラスも、今は既に更新され、いくつかのステンドグラスはアメリカのカトリックの組織の賛助によるものである。

## 交通
- 上海地下鉄
  - 上海地下鉄1号線、上海地下鉄9号線：徐家匯駅